# Mičurinská biologie
Mičurinská biologie (nebo mičurinismus) je pseudovědní učení, které postupně vzniklo během 19. století v Rusku a propagováno bylo především během období Stalinovy vlády v tehdejším Sovětském svazu. Základní myšlenkou mičurinské biologie byla člověkem indukovaná manipulace s přírodou žádaným směrem (typicky ve smyslu vylepšování vlastností organismů a většímu ekonomickému zisku z nich). Z mičurinské biologie pak vychází tzv. lysenkismus, učení popírající Mendelovskou genetiku a propagující dědičnost během života získaných znaků. V literatuře se tyto termíny proto často mísí a používají jako synonyma, ačkoli pojem lysenkismus spíš odkazuje až k rozvíjení učení mičurinské biologie T. D. Lysenkem.

## Podstata učení
Mičurinská biologie vychází z předpokladu jednoty organismu a jeho prostředí. Vývoj dědičných vlastnosti organismu je tím pádem závislý na tom, v jakých podmínkách se organismus během jejich vývoje nacházel. Znaky organismu se vlivem podmínek prostředí mění, tyto změny mohou být trvalého charakteru a organismus je pak předává svému potomstvu jako způsob, jak se na podmínky prostředí lépe adaptovat. Na rozdíl od klasických genetiků očekával mičurinismus, že důsledkem hybridizace (křížení organismů) je rozkolísání stability genetické informace, což umožňuje hlavně v prvních fázích vývoje organismu tuto informaci ovlivnit vnějšími zásahy (změnou prostředí). Organismus by tak bylo možné v dalším vývoji „vychovávat“ pro specifické podmínky.
Aplikované postupy šlechtění nových rostlinných odrůd na základě mičurinské biologie byly nicméně v mnoha ohledech i úspěšné, ačkoli se zakládaly na mylných přesvědčeních o genetice, která byla později vyvrácena (viz vytváření nových chladu odolných odrůd ovocných stromů I. V. Mičurinem nebo i Lysenkův proces tzv. „jarovizace“). Jejich rozvinutí Lysenkem a aplikace na zemědělské plodiny byla však z hlediska slibovaného rapidního zvýšení jejich výnosů a úpravy vlastností neúspěšná. Především využití u živočichů bylo pak zcela slepou cestou (viz tzv. „vegetativní hybridizace“, kdy se očekávalo, že dědičné vlastnosti organismu mohou být ovlivněné například transfúzí látek jako lidská krev a jiné součásti druhově odlišných organismů apod.).
Byť byl v Sovětském svazu propagován jako progresivní, vyústil rozvoj mičurinismu a následně lysenkismu naopak v regresi vědeckých paradigmat v Sovětském svazu. Naproti bouřlivému rozvoji genetiky během 20. století tak došlo k návratu k myšlenkám propagovaných v polovině 19. století a v té době již překonaných.

## Historie mičurinismu
Kořeny idejí mičurinské biologie můžeme hledat již v 19. století, kdy se evropské mocnosti snažily využít vědeckého pokroku ve prospěch člověka a ekonomického rozvoje. Jedním z výrazných odvětví zájmu bylo zemědělství, respektive šlechtitelství rostlin i zvířat. Nové kolonie skýtaly četné druhy plodin, které byly potenciálně využitelné v evropském prostředí, ale pouze za podmínek, že by zvládly přežívat v mírném klimatu. Nezřídka se tak i dařilo – úspěšně byly do Evropy introdukovány brambory, ale i některé druhy ptactva jako husice nilská.
Objevovaly se tak teorie vycházející především z prací J. B. Lamarcka a I. G. Saint-Hilaireho, kteří věřili ve vliv prostředí na dědičnou informaci organismů (respektive, že prostředí může zásadně ovlivnit vývoj organismu žádoucím směrem). Snaha byla tyto principy uplatnit v domestikaci a šlechtění organismů za účelem vytvoření plemen a odrůd s novými znaky a to včetně úspěšného přenosu exotických druhů do evropských podmínek. Výrazně se na rozvoji těchto myšlenek podílela především francouzská skupina kolem Saint-Hilaireho a jím založená výrazná pařížská společnost pod názvem „Societe zoologique et botanique d'acclimatation“, která vznikla v roce 1854.
Z tohoto učení se pak inspirovali ruští výzkumníci. Myšlenky aklimatizace exotických druhů uvedl do ruské akademické obce především Rus francouzského původu K. F. Rul'e, který byl v blízkém kontaktu právě se Saint-Hilairem a během 50. a 60. let 19. století se stala aklimatizace druhů v Rusku velmi populárním tématem a celá skupina vědců zapojených do projektu byla oslavována pro své praktické aplikace biologických věd. Nicméně Rul'eho spolupracovníci (jako A. P. Bogdanov) si uvědomovali, že kromě vlivů prostředí celý proces výrazně ovlivňují i značně stabilní vnitřní faktory (tedy dědičná informace). V té době však nebyla podstata dědičnosti plně známá, ať už šlo o DNA nebo chromozomy, neboť genetika jako věda vznikla až na začátku 20. století.
O tyto teorie možnosti přímého vlivu prostředí na dědičnou informaci organismu se pak opřelo utváření nového konceptu biologie v Sovětském svazu. V 30. letech 20. století zasáhly Sovětský svaz epizody hladomorů a vláda se tak obrátila k vědecké komunitě ve snaze najít řešení, jak efektivně zvýšit zemědělské výnosy. V této vypjaté situaci se objevil mladý agronom T. D. Lysenko, který se díky svému lamarckistickému pohledu na vývoj organismů a anti-mendelovskému pojetí genetiky zalíbil J. V. Stalinovi. Lysenko se prohlásil za žáka již zesnulého slavného ruského šlechtitele I. V. Mičurina (ve skutečnosti se s ním Lysenko nikdy nesetkal) a začal rozvíjet myšlenky původní již učení Lamarcka a Saint-Hilaireho, se kterými do jisté míry pracoval právě i Mičurin, který věřil v možnosti změny znaků organismu vlivem prostředí. (Sám Mičurin si ostatně svými šlechtitelskými úspěchy získal pozornost i samotného V. I. Lenina.)

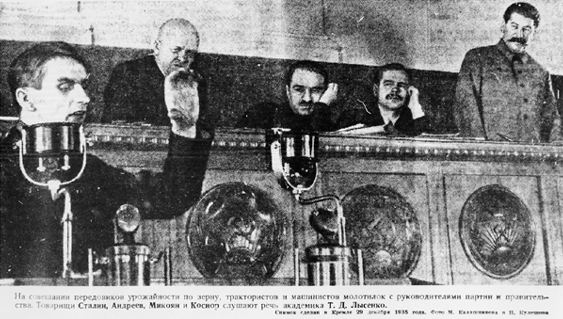
Lysenko při vystoupení v Kremlu v roce 1935, v pozadí J. V. Stalin

Toto učení, které Lysenko zaváděl, bylo označováno svými zastánci jako tzv. mičurinská biologie, ačkoli spojení hlavních myšlenek se samotným Mičurinem a jeho prací bylo spíše vágní. Lysenko odporoval tehdejšímu mendelismu a morganismu a byl zcela proti představě, že by genetická informace měla mít zásadní vliv na podobu organismů. (Ačkoli je třeba podotknout, že v této době byl v západní vědě vliv prostředí na organismus spíše minimalizován, což na druhou stranu napomáhalo vzniku teorií eugeniky a rasové segregace.) Jeho hnutí se tak někdy označuje nejen jako lysenkismus ale také termínem „Sovětský tvůrčí darwinismus“, neboť značně selektivně pracovalo s Darwinovým pohledem na evoluci. Myšlenky prvotních prací Mičurina a lamarckistické učení rozvíjel do zcela absurdních teorií, které nejen že neodpovídaly ani tehdejšímu ani současnému poznání genetiky a evoluční biologie, ale nebyly ani výzkumem replikovatelné a ověřitelné již v té době (odmítal například existenci genů a připouštěl vznik živého z neživé hmoty). Sám Lysenko ostatně běžnou metodologii vědy odmítal (jako kontrolované experimenty nebo statistické vyhodnocení výsledků). Proto se užívá pro tento další vývoj označení lysenkismus právě po svém propagátorovi T. D. Lysenkovi.
K definitivnímu zavrhnutí tehdejších poznatků biologie na úkor učení mičurinské biologie (nebo později lysenkismu) došlo pak v Sovětském svazu roku 1948 na setkání Všesvazové akademie zemědělských věd V. I. Lenina (tzv. VASCHNIL) v Moskvě - genetika byla zavržena jako „buržoazní pavěda“ a došlo k postupné politicky motivované likvidaci do té doby světově úspěšného výzkumu sovětských vědců, kteří s novou doktrínou nesouhlasili, a to nejen v genetice, ale i dalších biologických oborech.
Principy mičurinské biologie se začaly v tehdejším Československu dostávat do širšího povědomí právě od roku 1948 s popularizací lysenkismu. Mezi lety 1954 a 1957 byla také mičurinská biologie integrována do kurikulárních dokumentů základního a středního vzdělávání v Československu. Dostala se tak i do rozšířených učebnic přírodopisu (viz „Přírodopis 9“ od Pauka a kol.vydaný v SPN). Represe se stejně jako v Sovětském svazu pak nevyhnuly ani českým vědcům, kteří lysenkismu odporovali.
I přes odpor proti lysenkismu mezi sovětskými akademiky (a to i s podporou zahraničních kolegů), který se výrazně zvedl již v roce 1945, bylo Lysenkovo působení v tehdejším Genetickém ústavu Sovětské akademie věd, kde byl ředitelem, ukončeno až po další výrazné kritice v roce 1965. Postupně pak došlo k odstranění mičurinského učení a lysenkismu z kurikula škol v sovětském svazu a rehabilitaci genetiky jako vědy.

## Role I. V. Mičurina v učení mičurinské biologie

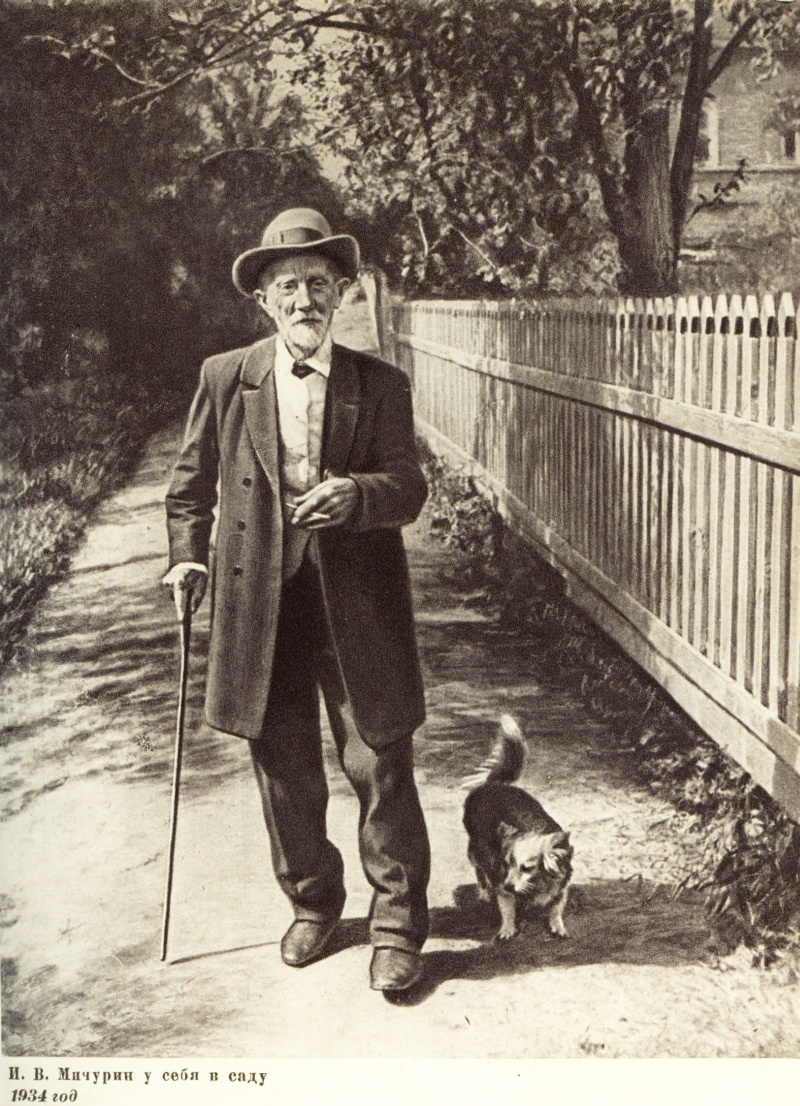
I. V. Mičurin v roce 1934, nedlouho před svou smrtí

Název mičurinská biologie (nebo mičurinismus) se objevil až později po smrti svého jmenovce – vycházel ze jména slavného ruského šlechtitele I. V. Mičurina, který se věnoval mezidruhové hybridizaci a šlechtění chladu odolných odrůd ovocných plodin, a to i velmi úspěšně. Vylepšil také metodiku roubování, nicméně v té době zemědělci věřili, že roub dokáže přejmout některé dědičné vlastnosti podnože. Byl typickým zástupcem zemědělce samouka s dlouhou praxí vycházejícího při svém výzkumu ze zkušenosti přímo s šlechtěnými odrůdami a pozorováním jejich vývoje a růstu. Postava Mičurina byla tak z hlediska sovětské ideologie velmi vhodná – Mičurin byl tvrdě pracující člověk z lidu, který vědu prakticky aplikoval, a odporoval tak představě teoreticky zaměřeného akademika buržoazního původu.
Jeho metody tedy sice v některých ohledech fungovaly, ale jejich tehdejší vysvětlení se neukázala jako vědecky ověřitelná. Sám Mičurin se také vyjadřoval souhlasně s Mendelovými zákony, nicméně uváděl, že klasická mendelovská genetika není zcela aplikovatelná právě na kultivary. To vše odpovídalo tehdejší neúplnosti znalostí genetiky, které byly rozvinuty až v následujících desetiletích a tím také vysvětlily, proč není mendelovská genetika na první pohled platná ve všech případech dědičnosti, neboť do ní zasahují další v té době ještě zcela nevysvětlené jevy (jako vazba genů, epigenetika a další). Mičurinovu práci ostatně podporoval i tehdejší významný sovětský genetik N. Vavilov, byť se všemi názory Mičurina nesouhlasil. Vavilov ale později zemřel na následky věznění, které bylo důsledkem represí namířených po roce 1948 proti sovětským genetikům na základě Stalinem posvěcené nové koncepce sovětské biologie, kterou pomáhal sestavovat T. D. Lysenko. Sám Mičurin zemřel roku 1935 a zavržení genetiky jako vědy v Sovětském svazu se tedy ani nedožil.

## Současný pohled a epigenetika
Ačkoli je podstata mičurinské biologie vyvrácená, byly ve 21. století objeveny nové mechanismy genetiky, které podporují teorii významného vlivu prostředí na organismy. Zabývá se jimi tzv. epigenetika, která sleduje změny v genetické expresi vlivem úprav na úrovni chromatinu (jako je methylace DNA apod.). Tyto nové objevy vysvětlily i podstatu Lysenkem aplikovaných procesů jakými byla i tzv. „jarovizace“. Na základě reakce na podmínky prostředí může totiž skutečně docházet k utlumení využívání určité části genetické informace a tato změna může být i předána na potomky. Nejde však o přímou změnu chemických bází v řetězci DNA, ten zůstává netknutý. Samotná informace v genetické informaci zůstává a dále se předává potomkům, pouze se může stát pro tělo organismu (dočasně) nedostupnou na základě chemických úprav na jejích vyšších úrovních (nemožnost navázání transkripčních faktorů na řetězec DNA). Byť bývá právě lysenkismus ve 21. století oživován některými čínskými a ruskými vědci v souvislosti s epigenetikou, učení lysenkismu i těmto novým poznatkům zásadně odporuje.